# Liaisons Dangereuses (groupe)
Pour les articles homonymes, voir Liaisons dangereuses (homonymie).
Liaisons Dangereuses est un groupe de new wave allemand, originaire de Düsseldorf. Liaisons Dangereuses est actif un an, entre 1981 et 1982.

## Biographie
Le groupe est formé en 1981 par Beate Bartel (Mania D, Einstürzende Neubauten) et Chrislo Haas (Deutsch Amerikanische Freundschaft) ainsi que le chanteur Krishna Goineau,. Dans le cadre de la scène Neue Deutsche Welle (Nouvelle Vague allemande) ils ont été les pionniers de l'electronic body music.
Après avoir enregistré quatre cassettes de dix minutes, ils ont sorti leur seul album en 1981. L'album Liaisons Dangereuses a été mixé au studio Conny Plank à Cologne. L'album contient le single Los Niños del Parque (en français : Les enfants du parc), qui est devenu un succès underground et a été cité comme influence cruciale par des DJ de la techno de Détroit, et de la Chicago house,.
Le groupe fait plusieurs apparitions en direct tout au long des années 1981 et 1982, et ils sont parfois rejoints par Anita Lane (Nick Cave and the Bad Seeds) et Hideto Sasaki. L'album est réédité en 2003. Chrislo Haas est mort à Berlin en octobre 2004.